# Case IH

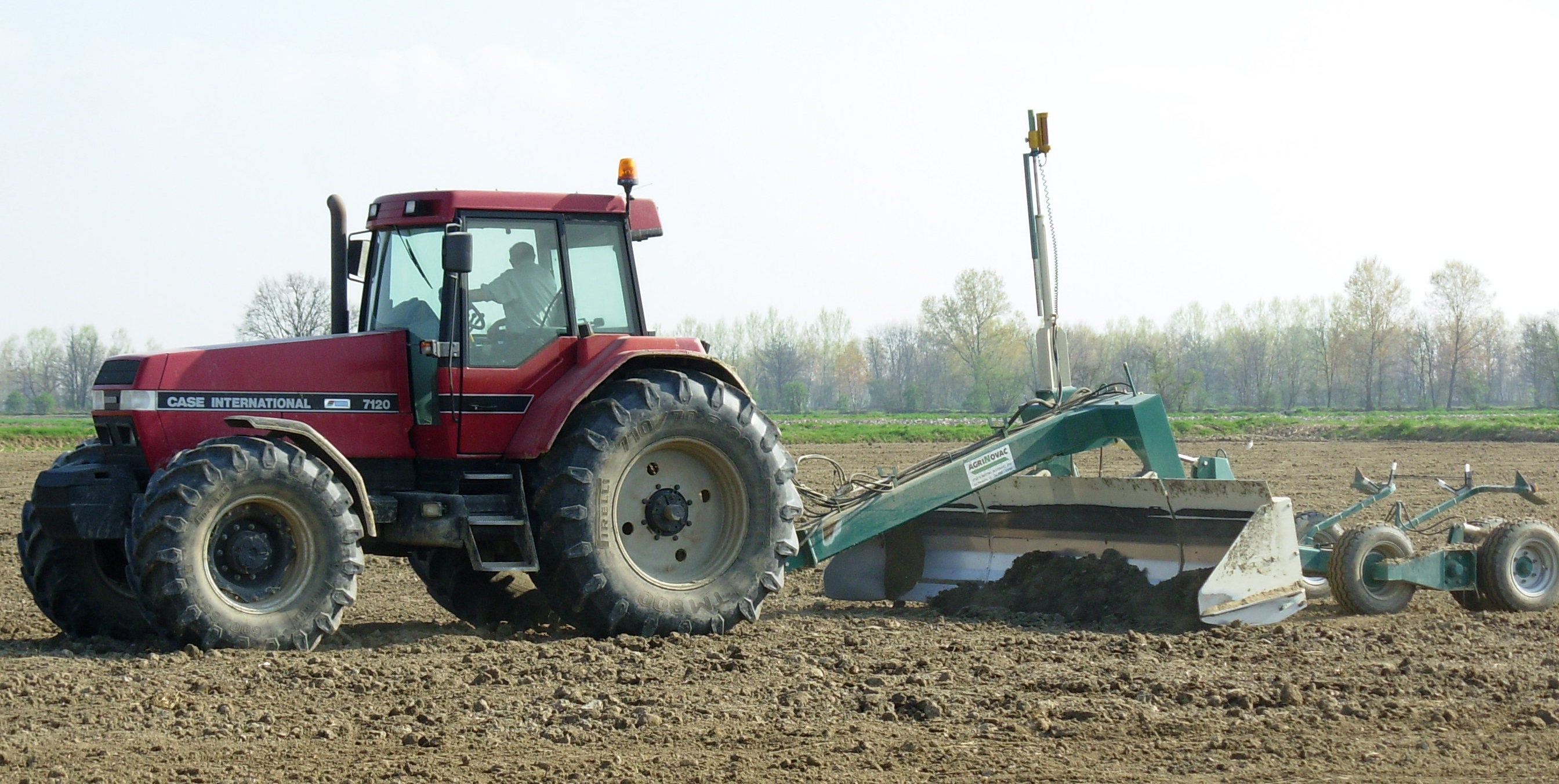
Trattore agricolo modello Case International 7120

La CASE IH è un'azienda statunitense produttrice di macchine agricole controllata dalla CNH Industrial.

## Storia
Case IH è un brand creato nel 1984 dalla Tenneco che comprò la divisione macchine agricole della International Harvester e la fuse con la J.I. Case Company. Case Machine Company nasce nel 1842 a Racine, nel Wisconsin, dalla Jerome Increase Case. La produzione inizia con trattrici a vapore e trebbiatrici fino ad arrivare ai trattori moderni con marchio Case IH. Case fu la prima azienda a produrre le mietitrebbie con sistema assiale, con la prima Axial-Flow. La International Harvester risale agli anni '30 dell'800, quando Cyrus Hall McCormick, inventore della Virginia, mise a punto una falciatrice a trazione equina di cui ottenne il brevetto nel 1834. Insieme a suo fratello Leander J. McCormick (1819–1900), McCormick si recò a Chicago nel 1847 dove fondò la McCormick Harvesting Machine Company. Nel 1967, Tenneco comprò la J.I. Case, commercializzando col marchio Case. Nel 1973, comprarono la britannica David Brown specializzata in trattori. Nel 1984, Tenneco-Case Corporation prese il controllo della International Harvester. Cambiarono il nome in Case International e poi in Case IH. Nel 1986, Case IH comprò la Steiger Tractor iniziando a produrre i trattori snodati 4x4. Nel 1996, Case IH compra Steyr Landmaschinentechnik AG, storica azienda Austriaca produttrice di trattori, che nel 1995 aveva presentato il 1° cambio a variazione continua (CVT). Nel 1997 "Case IH" compra la Fortschritt, storica azienda della Germania dell'Est dal conglomerato statale IFA.
Nel 1999, Case IH si fonde con New Holland Agricolture formando la CNH Global. L'azionista principale fu Fiat.
Nel 2005, un STX500 Steiger Quadtrac fa il World Plowing Record, lavorando 792 acri in 24 ore.
Nel 2006, il logo Case IH appare sulla Ferrari Panamerican 20,000 un viaggio in 16 nazioni di 20.000 miglia (32.000 km).

## Modelli prodotti
- Case Black Lady IV (a vapore)
- Case Irma V (a vapore)
- Case Experimental Model (1892)
- Case 30/60 (1911)
- Case 10-18 Crossmotors (1919)
- Case 15-27 Crossmotors (1919)
- Case C - Case L (1929)

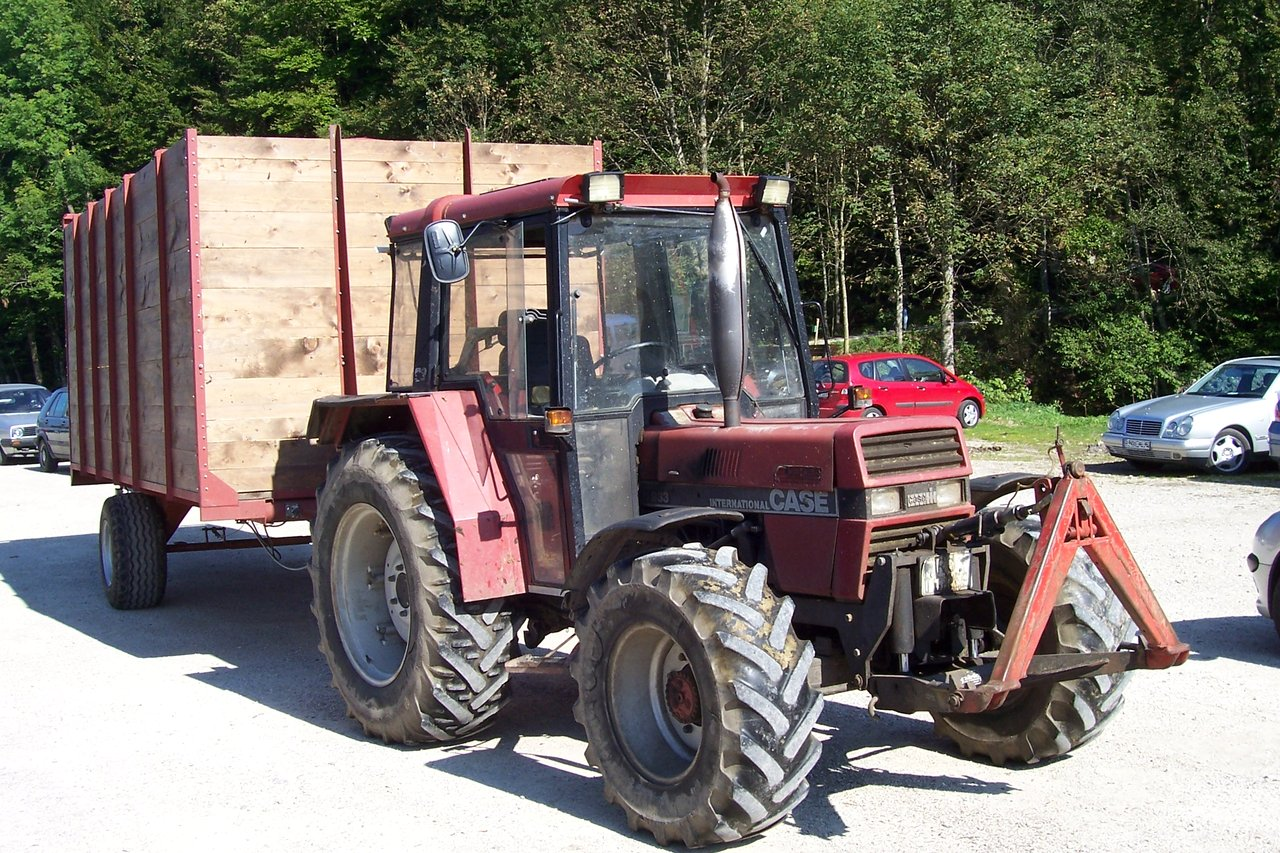
Case IH 933

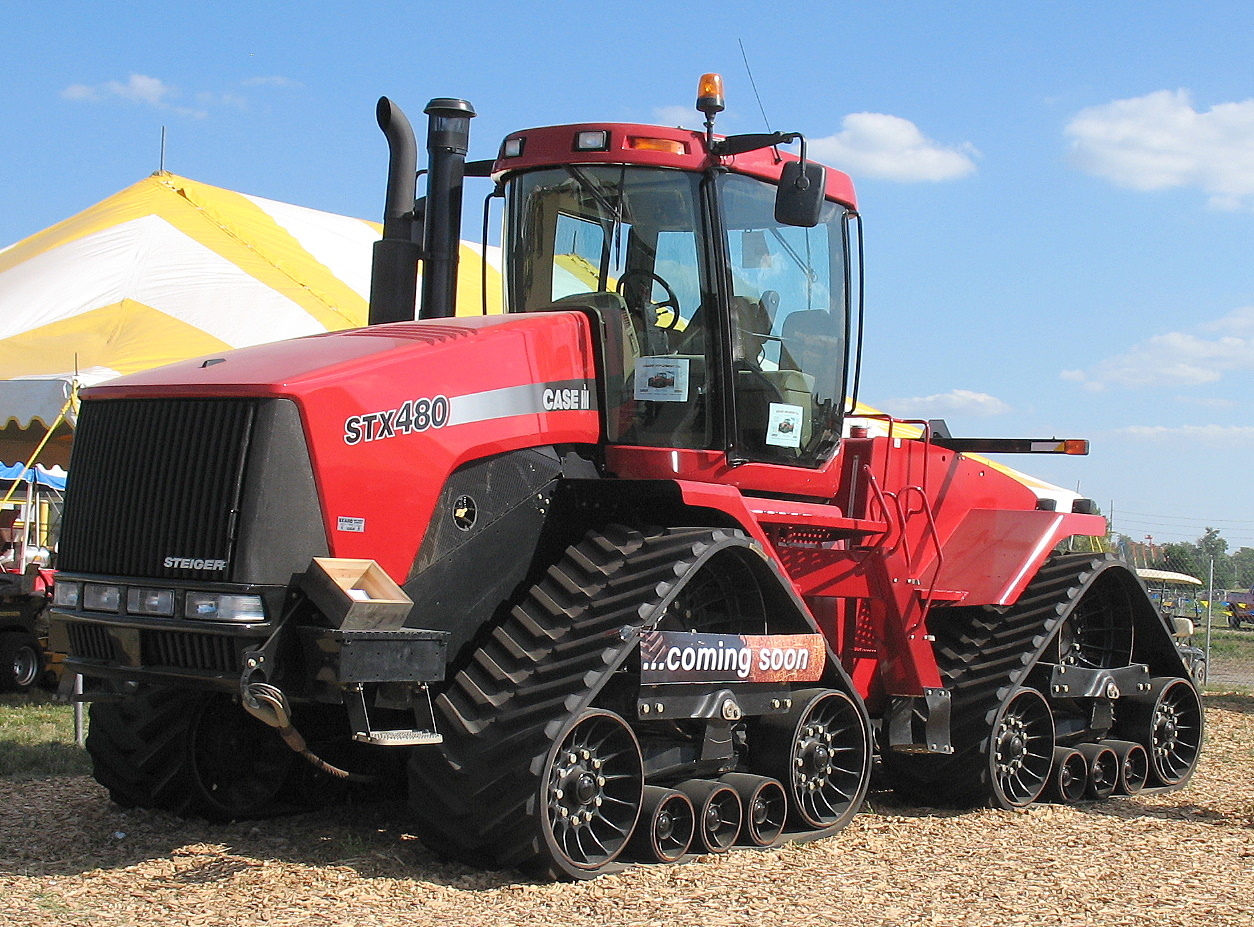
Case IH Steiger STX480

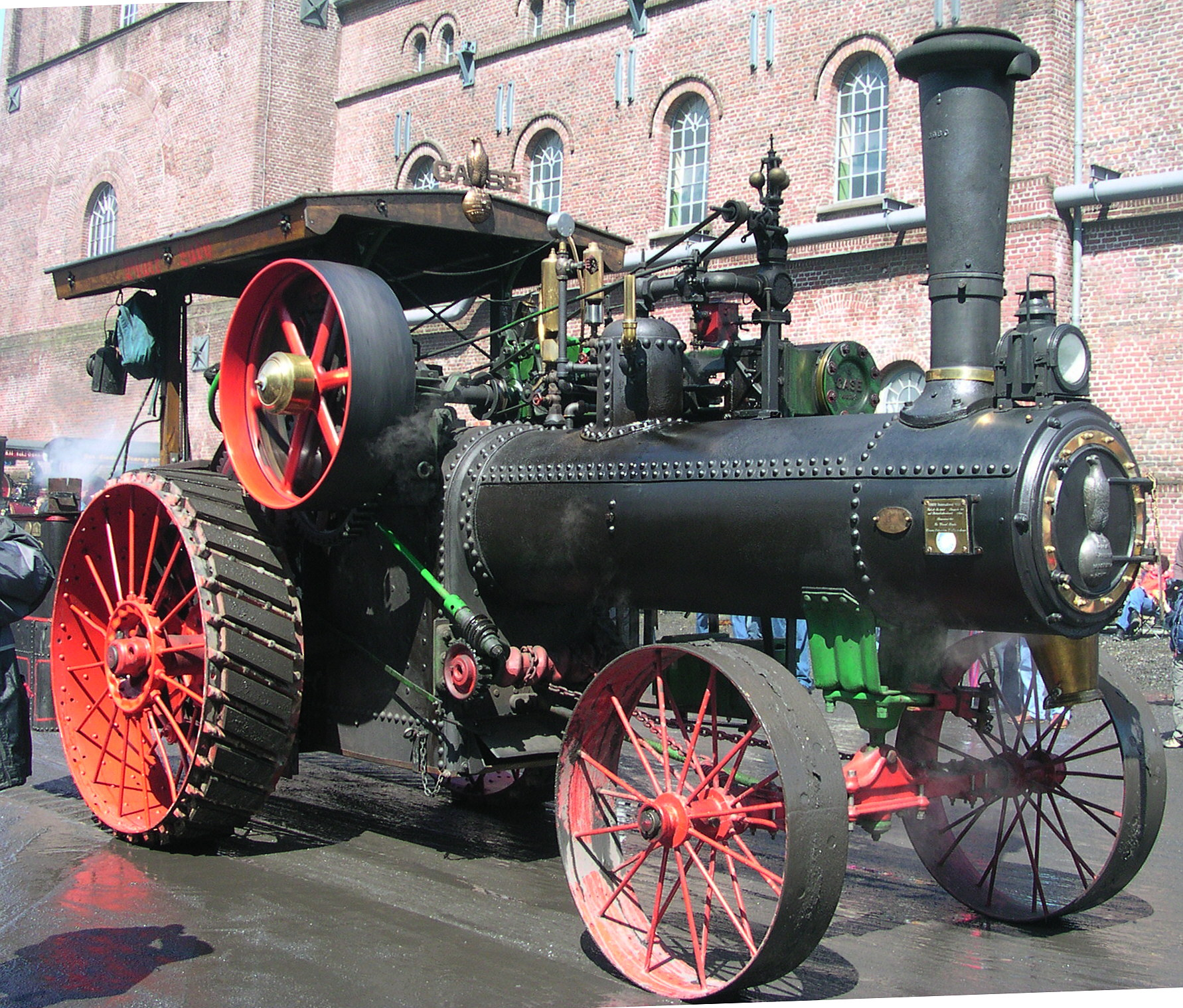
Case Black Lady VR

- Case C28 - Case R - Case RC (1936)
- Case DC - Case DEX (1940)
- Case SC - Case VI (1940)
- Case VA - Case LA (1942)
- Case 500 (1952)
- Case David Brown 996 (1965)
- Case International 433, 533, 633, 733, 743XL, 745XL, 856XL (1984)
- Case International 840, 844XL Plus, 1455XL, 2140 (1986)
- Case IH 5140 Maxxum (1990)
- Case IH 7120 Magnum - Case IH 7130 Magnum (1991)
- Case IH CVX (1999)
- Case IH JXC Maxxima (2000)
- Case IH MXU Maxxum (2000)
- Case IH STX Steiger Quadtrac (2000)

## In produzione

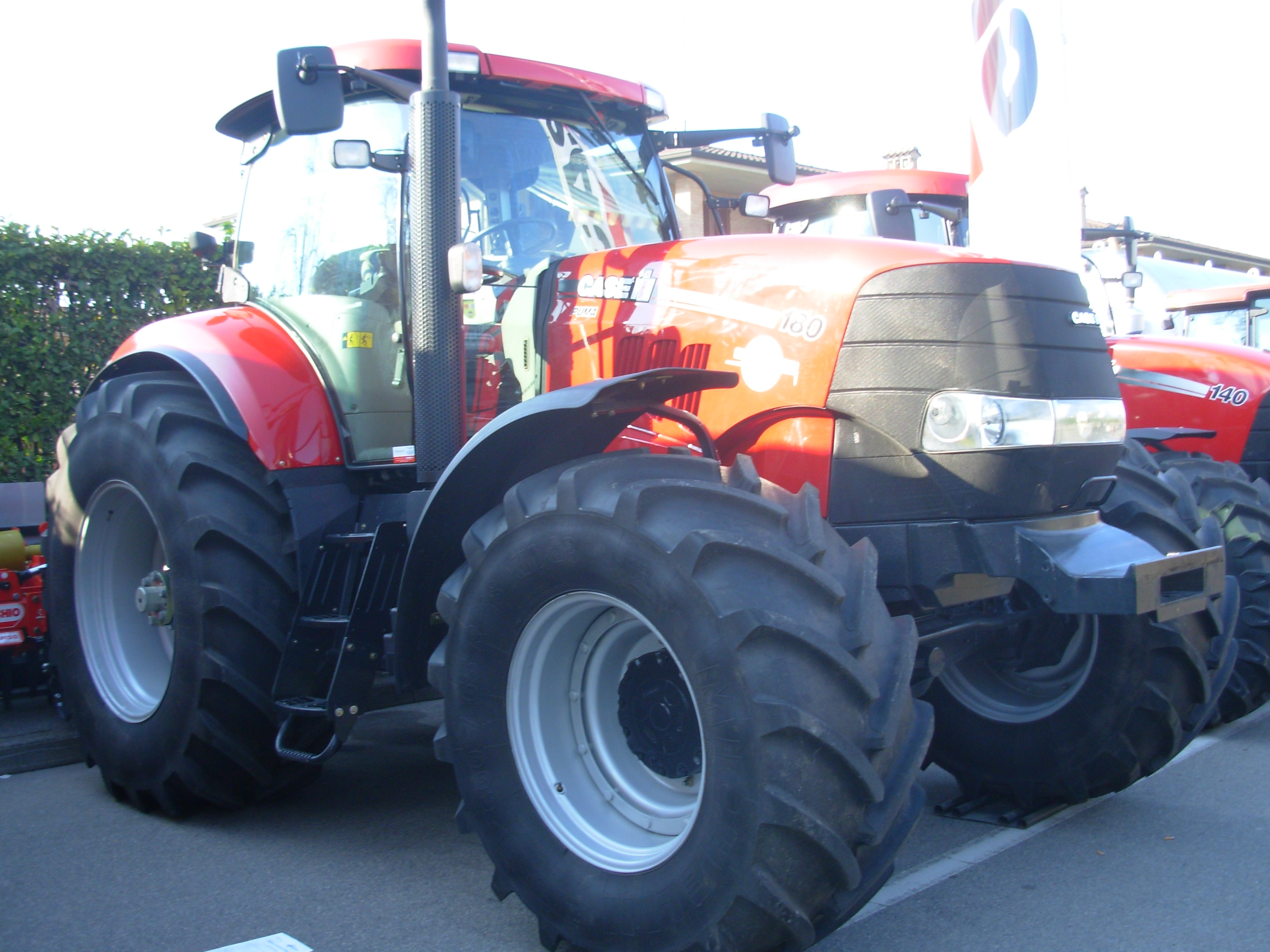
Case IH Puma

- Serie Farmall C (55-65-75-85-95-105-115)
- Serie Farmall A (85-95-105-115)
- Serie Farmall U (95-105-115)
- Serie Farmall U PRO (95-105-115)
- Serie Maxxum CVX 4 Cilindri (110-120-130)
- Serie Maxxum 4 Cilindri (110-120-130)
- Serie Maxxum 6 Cilindri (115-125-140)
- Serie Puma (150-165)
- Serie Puma CVX (150-165-175)
- Serie Puma passo lungo (185-200-220)
- Serie Puma CVX passo lungo (185-200-220-240)
- Serie Optum CVX (270-300)
- Serie Magnum (280-310-340)
- Serie Magnum CVX (280-310-340-380)
- Serie Steiger Quadtrac (450-500-540-580-620)
- Mietitrebbie Axial-Flow
- Caricatori Frontali
- Rotopresse
- Presse Quadrate giganti
- Movimentatori Telescopici
- Sistemi di agricoltura di precisione

N.B.: Tra parentesi le potenze nominali

## Stabilimenti
- Benson, Minnesota (mezzi per cotone)
- Grand Island, Nebraska (mietitrebbie)
- Fargo, Dakota del Nord (trattori)
- Ferreyra, Argentina (trattori e mietitrebbie) [4]
- Piracicaba, Brasile (mezzi per canna da zucchero)
- Racine, Wisconsin
- Saskatoon, Canada
- Jesi, Italia (trattori)
- St. Valentin, Austria (trattori)